# Della Fox
Della May Fox (San Luis, Misuri; 13 de octubre de 1870 – Nueva York, Nueva York; 15 de junio de 1913) fue una comediante cantante estadounidense, cuya popularidad alcanzó su punto álgido en la década de 1890, cuando la diminuta Fox actuó junto al altísimo DeWolf Hopper en varios musicales. También realizó exitosas giras con su propia compañía.

## Biografía
Fox nació en San Luis, Misuri, hija de Andrew J. Fox, un importante fotógrafo de San Luis especializado en temas teatrales, y de Harriett Swett. Hizo su primera aparición en escena a los 7 años como guardiamarina en una producción de H.M.S. Pinafore y posteriormente interpretó papeles infantiles con la compañía de Marie Prescott. En 1880 apareció como Adrienne en A Celebrated Case y llamó la atención de Augustus Thomas y su Dickson Sketch Club.
Cuando Thomas dramatizó la historia de Frances Hodgson Burnett Editha's Burglar, contrató a Fox para interpretar el papel protagonista, su primer compromiso profesional. Thomas hizo que la obra se ampliara de uno a tres actos, lo que dio más protagonismo a Fox. Desde 1883 hasta 1885, la obra recorrió el Medio Oeste de Estados Unidos y Canadá, y Fox fue acompañada por Nellie Page (una de las protagonistas) y tutelada por Thomas. Aunque sus padres querían que asistiera a un internado, Fox estaba decidida a convertirse en actriz. A finales de la década de 1880, actuó con Comley Barton y la Bennett and Moulton Opera Company, con la que interpretó papeles de soprano en operetas como Fra Diavolo, The Bohemian Girl, The Pirates of Penzance, Billee Taylor y The Mikado.

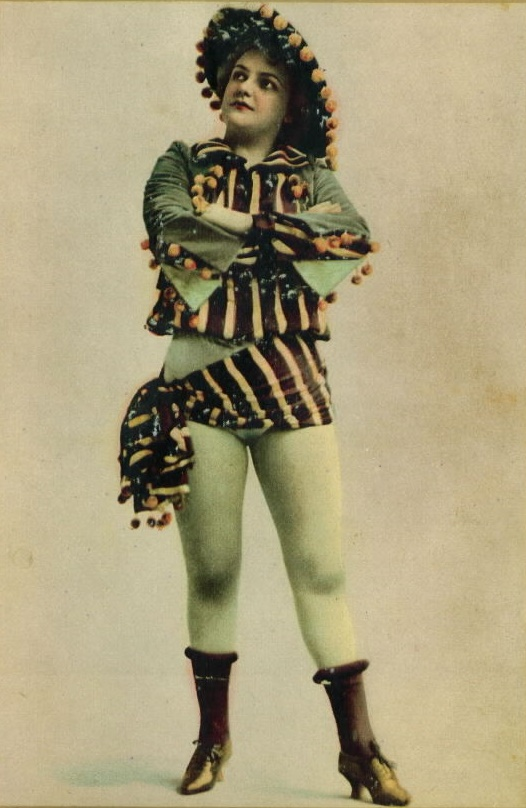
Fox, posiblemente disfrazada para Panjandrum, ca. 1893

En febrero de 1889, actuó por primera vez en Nueva York, en el Niblo's Garden. Sus papeles de opereta llamaron la atención de Heinrich Conried, quien le encargó el papel de Yvonne, la soubrette de The King's Fool, cantando la canción "Fair Columbia". Conried también proporcionó a Fox las únicas clases de interpretación que recibió. Cuando la recién creada DeWolf Opera Company buscaba un reparto, George W. Lederer, del New York Casino Theatre, sugirió a Fox. En mayo de 1890, Hopper estrenó Castles in the Air, de Gustave Kerker, con Fox en el papel de Blanche. Su primer gran éxito se produjo en 1891, cuando interpretó al príncipe Mataya junto a Hopper en su producción de Wang, cantando "Another Fellow". El espectáculo fue tan popular que Fox y Hopper siguieron actuando en él hasta 1892. En 1893, Fox volvió a formar equipo con Hopper en Panjandrum, a la que siguió The Lady or the Tiger en 1894.
En 1894 interpretó el papel de Clairette en The Little Trooper, de William Furst, y en 1895 en Fleur-de-Lis, del mismo compositor, y siguió actuando en óperas cómicas y opereta. También en 1895, Fay Templeton dedicó su canción I Want Yer Ma Honey a Fox, al igual que Franc L. Grannis con su canción My Little Secret. En 1897 apareció con Lillian Russell y Jefferson De Angelis en The Wedding Day. En 1898, Fox consiguió formar su propia compañía, produciendo y protagonizando The Little Host, que se representó con éxito desde el 26 de diciembre de 1898 hasta marzo de 1899. La diminuta y regordeta Fox se hizo famosa por su carácter infantil y su peinado: el "rizo de Della Fox" fue imitado más tarde por las niñas de toda América.
A partir de 1899, Fox sufrió problemas de salud y los efectos del abuso del alcohol y las drogas, y el 28 de octubre de 1899 se informó de que estaba muriendo de peritonitis, pero sobrevivió y regresó a los escenarios. En junio de 1900 sufrió una crisis nerviosa, pero regresó a los escenarios en septiembre para The Rogers Brothers in Central Park. En diciembre de 1901, Fox se casó en Boston con Jacob David Levy, un corredor de diamantes. Tras el matrimonio, actuó sobre todo en vodeviles. En 1904, fue internada en una institución, el Brunswick Home de Long Island. Se recuperó e hizo dos apariciones más en Broadway: en The West Point Cadet (1904) y en su último espectáculo, Rosedale (1913).
Fox murió en un sanatorio privado de Nueva York en 1913, a la edad de 42 años. Está enterrada en el Bellefontaine Cemetery, en San Luis, Misuri.

## Respuesta de la crítica
Lewis Clinton Strang describió haber visto a Fox en varias etapas de su carrera. Escribiendo después de 1900, resumió: "Su atractiva y poco sofisticada femineidad había desaparecido, y en su lugar había seguridad en sí misma y autoridad. Era encantadora en su delicadeza, provocadora en su coquetería, un átomo tanalizante de feminidad. Su arcada no era atrevida ni poco femenina, y su vivacidad estaba dentro de los límites del refinamiento y el buen gusto. Su voz también era musical, aunque no demasiado fuerte."

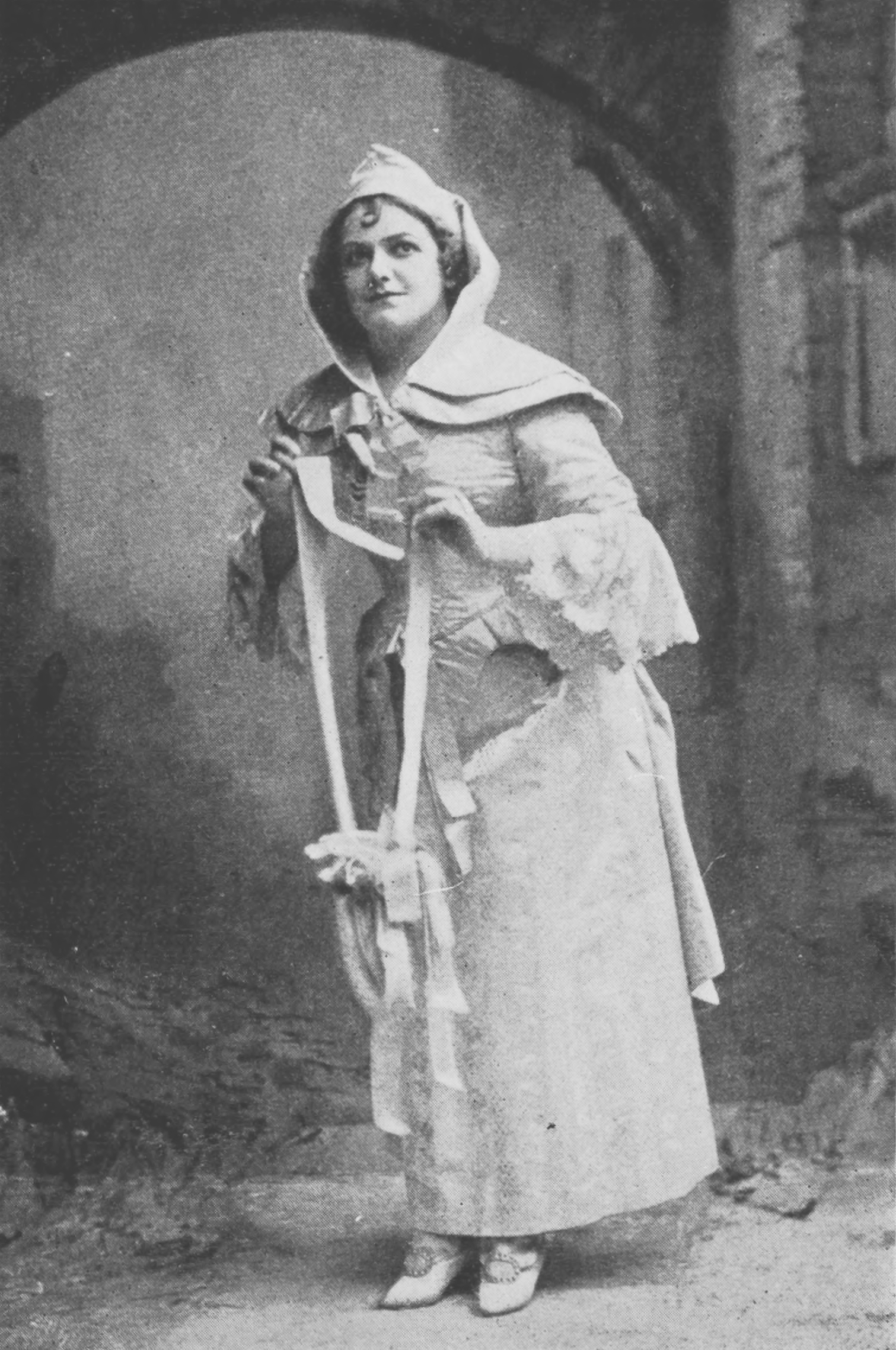
Fox en 1894

Al describir su primer papel secundario con DeWolf Hopper, Strang escribió: «Su éxito en este campo más amplio fue notable, y antes de que terminara el verano compartía los honores con Hopper y era tan favorita del público como él. Su Blanche fue una creación encantadora en todo momento, pero lo que mejor se recuerda es el «dúo atlético» en el que ella y Hopper hacían divertidas representaciones pantomímicas de partidas de billar, béisbol y otros deportes conocidos." Sobre su papel en Wang, Strang escribió: "Este fue, quizás, el más artístico de todos sus papeles. Estuvo simpática, pícara y alegre a su vez en el papel del Crown Prince, y, además, fue una imagen inolvidable con su traje de franela blanca perfectamente ajustado, que lució en el segundo acto."
Sobre Panjandrum, un crítico anónimo del New York Times escribió que [Hopper] "recibe un tipo peculiar de ayuda de la señorita Della Fox, que no sabe actuar ni cantar y que no es guapa, pero que se regocija en una popularidad maravillosa." Sin embargo, un crítico posterior (también anónimo) escribió: "Las canciones y bailes [de Fox] son aclamados hasta que la pequeña mujer se ve obligada por puro cansancio a declinar más respuestas." La escritora Willa Cather estaba encantada con Panjandrum y escribió sobre su coprotagonista:
Miss Della Fox es tan indescriptible como audaz y tan deliciosa como audaz. Es pequeña, muy pequeña al lado de la terrible grandeza del Sr. Hopper, y cautivadora, y en el sentido más completo de la palabra, es chic. Es, sin duda, la mujer más popular del escenario en estos momentos. Cuando Dramatic News tuvo la imprudencia de publicar su fotografía, agotó todos sus ejemplares y, debido a la constante demanda del público, se vio obligado a reimprimirla en el número siguiente. Muchas actrices tienen elementos de éxito, pero Della Fox tiene éxito, que es una cosa muy diferente. Tiene el desparpajo y la ligereza natural de una comediante. Ella lleva la alegría en su cara y tiene la risa escondida en sus ojos. Basta con que mueva el pie para que la casa se alegre, basta con que guiñe el ojo para que la gente se ría, basta con que se desmaye sobre un barril para que cientos de personas se vean arrastradas por convulsiones de risa. Tiene una especie de magnetismo personal de la alegría. No hay nada realmente bello en su rostro, pero era hechizante de rubia, fascinante de morena y, por su vivacidad, encantadora en conjunto.
Philip Hale escribió sobre su papel en Fleur-De-Lis:
Las cualidades desagradables en la actuación habitual de Miss Fox no eran tan evidentes como en algunos de sus otros personajes. No estaba tan deliberadamente afectada, no era tan descarada en su seguridad. Incluso sus gestos vocales no eran tan llamativos. Casi jugaba con discreción, y a menudo era encantadora. Su autopresentación a su padre fue un momento que recordaremos durante mucho tiempo. No es de extrañar que el público insistiera en verla una y otra vez. En general, Miss Fox se mostró muy ventajosa.
A principios de siglo, esta descripción resumía el talento de Fox:
Es una pequeña hada encantadora con la que se puede ir a lugares desiertos. Tiene una continua chispa infantil de humor, nunca fracasa ante las pruebas que sumergen a la mujer habitual, y sus angustias son tan cómicas como sus escapadas de diversión. No piensa profundamente, pero lo hace a menudo, y el resultado de sus pequeños esfuerzos mentales siempre está adornado con una carcajada .... Miss Fox no tiene una voz de la que presumir, pero su personalidad y picardía, su seriedad y su fondo de humor americano natural la convierten en una agradable cantante de cancioncillas melodiosas y aires elegantes. Baila con la gracia de las hadas y convierte una broma en risa con un chasquido de dedos o un destello de sus ojos. Es la gran favorita de chicos y chicas; creen ciegamente en Della y la adoran por engañarlos.

## Lectura adicional
- Appelbaum, Stanley and James Camner (eds). Stars of the American Musical Theater in Historic Photographs 361 Portraits from the 1860s to 1950 (New York, 1981)